# Mittelschule Gries am Brenner
Die Mittelschule in Gries am Brenner ist eine von drei Mittelschulen im Tiroler Wipptal. Im Jahr 2013 wurde die erste Klasse als Neue Mittelschule in der Hauptschule Gries am Brenner eingeschult.
In den Jahren 2013 und 2014 wurde das gesamte Schulgebäude generalsaniert.
Seit dem Schuljahr 2019/2020 wird die Schule als Mittelschule geführt und den entsprechenden Änderungen von Neuer Mittelschule zu Mittelschule angepasst.

## Das Gebäude
In dem vieretagigen Gebäude gibt es neben den Klassenräumen in jedem Stock einen Pausenraum. Die zwei Turnsäle werden auch von der Volksschule Gries und dem Kindergarten genutzt. Es gibt einen Musikraum, einen Computerraum, zwei Werkräume (Textil und Technisch), eine Bücherei, einen Zeichensaal, einen Physik- und Chemieraum, eine Küche und einen Kultursaal.
Im modernen Gebäude gibt es in jedem Klassenraum Activeboards und ein komplexes Netzwerksystem, in dem jeder Schüler und jeder Lehrer einen eigenen Benutzer mit Zugriff auf die Computer an der Schule und einen TSN Account hat. In jeder Klasse gibt es drei Laptops und einen Lehrercomputer, der mit dem Activeboard verbunden ist.
Mittlerweile werden zudem auch moderne Tablets im Unterricht verwendet.

## Schüler
Die 131 Schüler kommen entweder aus Gries am Brenner selbst, oder aus den umliegenden Gemeinden Obernberg am Brenner, Vals/St. Jodok und Schmirn.

## Schulprinzip
Die Schüler werden nicht wie bei der Hauptschule in verschiedene Leistungsgruppen eingeteilt. Des Weiteren sind in den Hauptfächern jeweils zwei Lehrer in der Klasse.
In den Hauptfächern wird die Hälfte der Stunden pro Woche als Freiarbeit verbracht. Dort können die Schüler zwischen verschiedenen, von den Lehrern erstellten Lernjobs wählen, in denen sie verschiedene Arbeitsaufträge erledigen müssen. Es kann je nach Aufgabenstellung allein oder in Gruppen gearbeitet werden. Als Hilfsmittel können auch die Laptops dienen. Abgeschlossen werden die Lernjobs mit der Lernzielkontrolle, einem kleinen Test, in dem geprüft wird, ob die Lerninhalte verstanden wurden.
In den normalen Stunden der Hauptfächer wechseln sich die zwei Lehrer beim Unterrichten ab.
Ab der 3. Klasse gibt es ein anderes Notensystem, bei dem man zwischen grundlegenden und vertieften Noten unterscheidet. Grob gesagt, wären die vertieften Noten, die Noten von 1–4 im normalen Notensystem. Ein 5er wird in diesem Notensystem in drei weitere Noten (3, 4 und 5 grundlegend) aufgespalten. Also wäre eine 5 grundlegend sozusagen eine 7 im normalen Notensystem.

## Geschichte
Anfang der 70er-Jahre platzte die HS Steinach am Brenner aus allen Nähten, die Schulraumsituation war bis aufs Letzte ausgereizt. Aus diesem Grund, aber auch um den Kindern aus Gries und Obernberg den Schulweg zu verkürzen, eröffnete sich die Möglichkeit für die Gemeinden des Oberen Wipptals einen neuen Hauptschulstandort zu errichten.
Im Jahr 1974 wurde die erste Hauptschulklasse mit 28 Schülerinnen und Schülern in Gries unterrichtet. Diese erste Klasse mit dem Klassenvorstand Manfred Jakober war in der 1970 fertiggestellten Volksschule untergebracht.
Bis 1976 wurde Gries als Expositur der HS Steinach geführt. Seit dem Schuljahr 1976 ist Gries eigenständige Hauptschule mit den Sprengelgemeinden Gries, Obernberg, Schmirn und Vals. Die Schule wurde von Josef Jungwirth geleitet.
Mit Bescheid vom 2. April 1976 wurde der Gemeinde Gries vom Amt der Tiroler Landesregierung (Landeshauptmannstellvertreter Fritz Prior) die Bewilligung zur Errichtung einer Hauptschule erteilt.
Im März 1978 beschlossen die vier Sprengelgemeinden die Errichtung der Hauptschule. Mit dem Bau wurde unverzüglich nach den Plänen des Architekten Hans Loch begonnen. Da alle vier Gemeinden finanzschwach waren, musste der Großteil der Bausumme von 21 Mio. Schilling im Kreditweg beschaffen werden.
Die feierliche Einweihung und Segnung erfolgte am 15. Dezember 1979.
In den 90er-Jahren entsprach das Schulgebäude nicht mehr den notwendigen Anforderungen. So ging durch die Errichtung der Bücherei (1989) ein Klassenraum verloren. Außerdem hatte auch an der Schule der Informatikunterricht laut Lehrplan begonnen, wofür ein provisorischer Raum geschaffen werden musste. Zudem war es der Wunsch der Gemeinde und der örtlichen Vereine, den großen Gymnastiksaal als Kultursaal mitverwenden zu dürfen. Deshalb entschloss sich die Gemeindeführung, das Raumproblem ein für alle Mal zu lösen. Nach einer einjährigen Bauphase wurden nach den Plänen von Hans Loch im Bereich der Freiterassen ein neuer Werkraum, ein Computerraum und ein Gymnastiksaal geschaffen. Auch der Eingangsbereich wurde neu angelegt. Die Umbauarbeiten kosteten ca. 12 Mio. Schilling und wurden anteilsmäßig von den Sprengelgemeinden und Förderungen vom Land Tirol finanziert.
Die Einweihung und Segnung erfolgte im Juni 1998.
In den Jahren 2013 und 2014 wurde die Hauptschule erneut generalsaniert und modernisiert. Es wurden auch moderne elektronische Tafeln eingebaut.
In dem Zug wurde das Konzept der Landhauptschule auf das neue System der Neuen Mittelschule umgestellt.